# Аакер, Дэвид
Дэвид Аакер (англ. David Aaker (род. 1938, Фарго, Северная Дакота) — американский профессор, специалист в области маркетинга, рекламы и брендинга.

## Биография
Родился в 1938 году в Фарго, Северная Дакота, США. Получил степень бакалавра в области менеджмента в школе менеджмента «MIT Sloan».
Поступил в Стэнфордский университет, где он получил степень магистра в области статистики и стал доктором наук в области делового администрирования.
С 1981 года преподаёт маркетинговые стратегии, а с 1994 года — маркетинг в бизнес-школе университета штата Калифорния в Беркли.
Консультирует ведущие американские и европейские компании.
Выступает с лекциями в США, Европе, Азии.

## Достижения
Дэвид Аакер вывел брендинг на совершенно новый уровень понимания.
Ещё в 1980 году он внёс предложение оценивать капитал бренда, как стратегического актива компании.
Данная концепция была признана во всём мире, её приняли многие маркетологи и руководители компаний, она развивается до сих пор.
Он сформулировал несколько чрезвычайно важных положений по брендингу. Многие современные авторы книг по маркетингу в значительной степени опираются на разработки Аакера. Написал более 100 статей, которые опубликованы в ведущих американских и европейских журналах по рекламе и маркетингу. Является вице-президентом «Prophet Brand Strategy» и советником в «Dentsu Inc», заслуженным профессором бизнес-школы «Haas». Присуждены награды за статьи в журналах «the Journal of Marketing» и «California Management Review». Является признанным авторитетом в бренд-стратегии. Вошёл в пятёрку самых влиятельных людей в сфере маркетинга и бизнеса в 2007 году.

## В настоящее время
В настоящее время Дэвид Аакер является вице-президентом «Prophet Brand Strategy» и советником в «Dentsu Inc», заслуженным профессором бизнес-школы «Haas».
Он консультирует ведущие европейские и американские компании, выступает с лекциями и семинарами по всему миру как член директоров компаний «Solano Counties» и «Food Bank of Contra Costa».

## Премии
Дэвид Аакер удостоен трёх премий:
«The Paul D. Converse Award» — за вклад в науку маркетинга,
«The Buck Weaver Award» — за достижения в области теории и практики маркетинга,
«The Vijay Mahajan Award» — за вклад в стратегию маркетинга.
Ему присуждены награды за статьи в журналах «The Journal of Marketing» и «California Management Review».